# 2003 aux échecs
| Années des échecs : 2000 - 2001 - 2002 - 2003 - 2004 - 2005 - 2006    |
| Décennies des échecs : 1970 - 1980 - 1990 - 2000 - 2010 - 2020 - 2030 |

Cet article présente les faits marquants de l'année 2003 aux échecs.

## Événements majeurs
- 30 mai - 14 juin : Zurab Azmaiparashvili est Champion d'Europe[1] et Pia Cramling est Championne d'Europe.
- 21 juin - 3 juillet : Shakhriyar Mamedyarov devient champion du monde junior en Azerbaïdjan, ainsi que la Géorgienne Nana Dzagnidze chez les filles[2]
- 17 - 29 août : Championnat continental des Amériques à Buenos Aires (Argentine): 1er Alexander Goldin (États-Unis) 2e Giovanni Vescovi (BRA)[3].
- 27 septembre - 5 octobre : en Grèce, Le NAO Chess Club ( France) avec Aleksandr Grichtchouk, Peter Svidler, Michael Adams, Joël Lautier, Francisco Vallejo Pons, Étienne Bacrot et Laurent Fressinet, remporte la Coupe des clubs européens devant le Polonia Plus GSM Warszawa ( Pologne) et Kiseljak ( Bosnie-Herzégovine)[4].
- 10 - 21 octobre : au Championnat d'Europe par équipe à Plovdiv en Bulgarie c'est la Russie qui s'impose (avec Evgeni Bareev, Peter Svidler, Alexander Grischuk, Alexander Morozevitch et Alexander Khalifman)[5] :
  1.  Russie (+8 =1)
  2.  Israël (+7 =1 -1)
  3.  Géorgie (+6 =1 -2)

Emil Sutovsky remporte la médaille d'or de la meilleure performance individuelle.

## Tournois et opens

### 1ertrimestre
- Le 5 janvier, le tournoi de Hastings est remporté par Peter Heine Nielsen, devant Keith Arkell et Pentala Harikrishna.
- Le 12 janvier, le mémorial Paul Keres (cadence rapide) est remporté par Aleksandr Morozevitch devant Alexey Dreev et Evgueni Mirochnitchenko.
- En janvier : le tournoi de Wijk aan Zee (catégorie 19) est remporté par Viswanathan Anand devant Judit Polgár et Ievgueni Bareïev. Le tournoi B (catégorie 11) est quant à lui gagné par Zhang Zhong.
- Du 28 janvier au 6 février, le tournoi de Gibraltar est remporté par Vassílios Kotroniás et Nigel Short.
- Du 25 janvier au 5 février, le tournoi des Bermudes (catégorie 15) voit la victoire de Giovanni Vescovi devant Peter Svidler[6].
- Du 10 au 20 février, le tournoi Aeroflot de Moscou est remporté par Viktor Bologan, Alekseï Aleksandrov, Alekseï Fiodorov et Peter Svidler, tous ex aequo.
- Du 22 février au 9 mars, le tournoi de Linares (catégorie 20) est gagné par Péter Lékó devant Vladimir Kramnik.
- Du 22 février au 1er mars, l'open de Cappelle-la-Grande voit la victoire de Vladimir Bourmakine, Eduardas Rozentalis, Philipp Schlosser, Aleksandr Arechtchenko, Jakov Geller, Dmitri Botcharov et Evgenij Miroshnichenko, tous ex aequo.
- Du 15 au 27 mars, le tournoi Melody Amber de Monaco (catégorie 19), au classement combiné (aveugle et cadence rapide), est remporté par Viswanathan Anand, suivi par Péter Lékó et Aleksandr Morozevitch.

### 2etrimestre
- Du 28 mars au 13 avril, le Tournoi d'échecs de Dos Hermanas (catégorie 16) est remporté par Aleksandr Roustemov et Alekseï Dreïev[6].
- Du 11 au 18 avril, le tournoi de Budapest (catégorie 17) est remporté par Nigel Short devant Judit Polgár[6].
- Du 12 au 19 avril, l'open de Mar del Plata voit la victoire de Suat Atalik.
- Du 19 au 27 avril, l'open de Metz est remporté par Amir Bagheri et Mikhaïl Gourevitch[7].
- Du 20 au 29 avril, le tournoi Karpov à Poïkovski (catégorie 16) est remporté par Peter Svidler et Joël Lautier[8],[6].
- Du 20 au 29 avril, l'Open de Dubaï est gagné par Baadur Jobava devant Sergueï Volkov, Gabriel Sargissian et Ashot Anastasian[9].
- Du 18 au 27 mai, le Tournoi Bosnia de Sarajevo est remporté par Ivan Sokolov, devant Sergey Movsesian, Alexeï Chirov et Roustam Kassymdjanov[10],[6].
- Du 5 au 9 juin, le tournoi Ciudad de León est remporté par Ruslan Ponomariov[11].
- Du 13 au 22 juin, le tournoi d'Enghien-les-Bains (catégorie 17) est remporté par Ievgueni Bareïev devant Michael Adams[12],[6].

### 3etrimestre
- Du 21 au 31 juillet, le festival d'échecs de Bienne (catégorie 16) voit la victoire d'Alexander Morozevitch devant Étienne Bacrot et Ilya Smirin[13],[6].
- Du 31 juillet au 10 août, le tournoi de Dortmund (catégorie 18) est remporté par Viktor Bologan suivi par Vladimir Kramnik et Viswanathan Anand[14],[6].

### 4etrimestre
- Du 10 au 19 octobre, la première coupe Samba à Skanderborg (Danemark) (catégorie 16) est remportée par Peter Heine Nielsen, Darmen Sadvakasov, Nigel Short et Curt Hansen tous ex aequo[15],[6].
- Du 11 au 18 octobre, le septième tournoi Essent à Hoogeveen (Pays-Bas) (catégorie 18) est remporté par Judit Polgár devant Levon Aronian et Ivan Sokolov[16],[6].
- Du 22 au 26 octobre, le Grand-prix du Cap d'Agde (catégorie 19) est gagné par Vladimir Kramnik, Ruslan Ponomariov et Étienne Bacrot tous ex aequo[17].
- Du 28 octobre au 3 novembre, l'Open de Corse est rempoté par Alexander Motylev, tandis que Viswanathan Anand remporte la finale du Masters devant Veselin Topalov[18].
- Du 25 octobre au 3 novembre, l'open de Curaçao à Willemstad voit la victoire de Boris Goulko devant Alexander Shabalov, Robert Hübner et Alon Greefeld[19].
- Du 21 au 28 novembre, le Tournoi de Bali International Benidorm (catégorie 16) est remporté par Veselin Topalov devant Viswanathan Anand et Teimour Radjabov[20].
- Du 22 octobre au 13 novembre, le onzième championnat du monde d'échecs des ordinateurs est remportée par Shredder devant Fritz[21].
- Du 15 au 24 décembre, le tournoi Masters de Belfort est gagné par Mikhaïl Gourevitch devant Laurent Fressinet et Christian Bauer[22],[6].

## Matchs amicaux
- janvier : New York, Garry Kasparov fait match nul contre Deep Junior
- 10 - 13 juin à Pacs en Hongrie : Boris Gelfand bat nettement Judit Polgár 6-2 (+4 =2 -1) en parties rapides[23]
- 14 - 17 août : Viswanathan Anand bat Judit Polgár 5-3 en parties rapides[24]
- novembre : à New York, Garry Kasparov fait match nul 2-2 contre X3D Fritz[25].

## Championnats continentaux et nationaux individuels

### Championnats continentaux individuels
| Compétition                              | Champion mixte | Championne |
| ---------------------------------------- | -------------- | ---------- |
| Championnat d'Afrique d'échecs           |                |            |
| Championnat d'Asie d'échecs              |                |            |
| Championnat d'Amérique d'échecs          |                |            |
| Championnat d'Europe d'échecs individuel |                |            |
| Championnat d'Océanie d'échecs           |                |            |

### Championnats nationaux individuels
- Andorre : Josep Oms[26]
- Argentine : Guillermo Soppe remporte le championnat[27],[28]. Chez les femmes, Liliana Burijovich s’impose.
- Autriche : Nikolaus Stanec[29] remporte le championnat [30]. Chez les femmes, Anna-Christina Kopinits s’impose[31].
- Belgique : Geert Van der Stricht remporte le championnat[32]. Chez les femmes, Irina Gorshkova s’impose.
- Brésil: Darcy Lima remporte le championnat[33]. Chez les femmes, c’est Regina Lùcia Ribeiro qui s’impose.
- Canada : Pas de championnat[34]. Chez les femmes non plus[35].
- Chine :  Zhang Zhong remporte le championnat[36]. Chez les femmes, Xu Yuanyuan s’impose.
- Écosse : Paul Motwaniet Ketevan Arakhamia-Grant remportent le championnat[37].
- Espagne : Óscar de la Riva Aguado remporte le championnat[38]. Chez les femmes, c’est Nieves Garcia qui s’impose[39].
- États-Unis : Alexander Shabalov remporte le championnat[40]. Chez les femmes, Anna Hahn s’impose[41].
- Finlande: Heikki Lehtinen remporte le championnat[42].
- France : Étienne Bacrot remporte le championnat [43]. Chez les femmes, Sophie Milliet s’impose[44].
- Grande-Bretagne :Chez les femmes,  Ketevan Arakhamia-Grant[45]
- Grèce : Hristos Banikas[46]
- Guatemala : Carlos Armando Juárez[47]
- Honduras : José Antonio Guillén[48]

- Inde : Surya Ganguly[49]
- Iran (calendrier persan : 1382) : Mohsen Ghorbani remporte le championnat[50].
- Islande : Hannes Hlífar Stefánsson[51]. Chez les sfemmes, Lenka Ptáčníková[52]

- Japon: Simon Bibby remporte le championnat[53].

- Kazakhstan : Darmen Sadvakasov remporte le championnat[54].
- Lettonie : Evgueny Svechnikov[55]
- Moldavie : Elena Pîrţac remporte le championnat féminin.
- Namibie : Pas d'édition[56]

- Pays-Bas : Loek van Wely remporte le championnat [57]. Chez les femmes, c’est Zhaoqin Peng[58] qui s’impose.
- Pologne : Tomasz Markowski remporte le championnat[59].
- Portugal : Chez les femmes, Catarina Leite[60]
- Royaume-Uni : Abhijit Kunte remporte le championnat[61].
- Russie : Peter Svidler remporte le championnat[62] ; Irina Slavina remporte le championnat féminin.
- Serbie-et-Monténégro : Pas de championnat[63]. Chez les femmes, non plus.

- Suisse : Florian Jenni remporte le championnat [64]. Chez les dames, c’est Tatjana Lematschko qui s’impose[65]
- Ukraine : Ievguen Mirochnytchenko remporte le championnat[66],[67]. Chez les femmes, Anna Mouzytchouk s’impose[68].
- Viêt Nam : Dao Thien Hai remporte le championnat[69].
- Zambie : Nase Lungu remporte le championnat[70].

## Divers
- L'Oscar est décerné à Garry Kasparov[71]
- 26 mai : Einstein TV, qui détient les droits du Championnat du monde classique annonce qu'il n'est pas possible de recueillir les fonds nécessaires  en raison de la conjoncture, et notamment de la guerre en Irak[72], le 3 juillet, le Einstein Group se déclare en cessation de paiement[73]
- Peter Svidler se voit attribuer le titre de champion du monde WNCA (World New Chess Association) après avoir gagné un tournoi de Chess960 à Mainz[24]
- novembre : Création de l’ACP (Association of Chess Professionals) dont le premier président est Joël Lautier
- septembre : la Fédération internationale des échecs annonce l'annulation du match entre Ruslan Ponomariov et Garry Kasparov pourtant prévu dans l'accord de Prague qui devait mener à la réunification du titre de champion du monde. Ponomariov a refusé de signer le contrat relatif à sa participation au match pour des raisons futiles[74].
- le 14 novembre, les assassins de Gilles Andruet sont condamnés à des peines de prison par la cour d'assises[75]

## Évolution des classements mondiaux en 2003
Les joueurs d'échecs ont un classement Elo mis à jour chaque mois par la FIDE en fonction de leurs résultats sportifs, et chaque partie jouée rapporte ou retire des points Elo aux joueurs. Au cours de l'année 2003, plusieurs progressions au classement Elo sont remarquées.

### Classement mixte
| Rang 2004 | Nom                  | Né en | Fédération | Elo 2004 | Rang 2003 | Elo 2003 | Évolution     |
| --------- | -------------------- | ----- | ---------- | -------- | --------- | -------- | ------------- |
| 1         | Garry Kasparov       | 1963  | Russie     | 2 831    | 1         | 2 847    | 16            |
| 2         | Vladimir Kramnik     | 1975  | Russie     | 2 777    | 2         | 2 809    | 32            |
| 3         | Viswanathan Anand    | 1969  | Inde       | 2 766    | 3         | 2 753    | 13            |
| 4         | Peter Svidler        | 1976  | Russie     | 2 747    | 16        | 2 693    | 54            |
| 5         | Alexei Shirov        | 1972  | Espagne    | 2 736    | 9         | 2 723    | 13            |
| 6         | Veselin Topalov      | 1975  | Bulgarie   | 2 735    | 4         | 2 743    | en stagnation |
| 7         | Alexander Morozevich | 1977  | Russie     | 2 732    | 23        | 2 678    | 54            |
| 8         | Judit Polgár         | 1976  | Hongrie    | 2 728    | 13        | 2 700    | 28            |
| 9         | Ruslan Ponomariov    | 1983  | Ukraine    | 2 722    | 7         | 2 734    | 12            |
| 10        | Peter Leko           | 1979  | Hongrie    | 2 722    | 5         | 2 736    | 14            |

### Classement femmes
| Rang 2004 | Nom                  | Né en | Fédération | Elo 2004 | Rang 2003 | Elo 2003 | Évolution     |
| --------- | -------------------- | ----- | ---------- | -------- | --------- | -------- | ------------- |
| 1         | Judit Polgár         | 1976  | Hongrie    | 2 728    | 1         | 2 700    | 28            |
| 2         | Xie Jun              | 1970  | Chine      | 2 564    | —         | —        |               |
| 3         | Svetlana Matveïeva   | 1969  | Russie     | 2 502    | 11        | 2 475    | 27            |
| 4         | Alissa Galliamova    | 1972  | Russie     | 2 502    | 6         | 2 496    | en stagnation |
| 5         | Maia Tchibourdanidzé | 1961  | Géorgie    | 2 502    | 4         | 2 497    | en stagnation |
| 6         | Humpy Koneru         | 1987  | Inde       | 2 498    | 5         | 2 496    | en stagnation |
| 7         | Kateryna Lagno       | 1989  | Ukraine    | 2 493    | —         | —        |               |
| 8         | Zhu Chen             | 1976  | Chine      | 2 490    | 7         | 2 492    | en stagnation |
| 9         | Xu Yuhua             | 1976  | Chine      | 2 489    | 9         | 2 489    | en stagnation |
| 10        | Pia Cramling         | 1963  | Suède      | 2 488    | 8         | 2 492    | en stagnation |

## Nécrologie
- En 2003 : Péter Székely (en), Jirayr Ohanyan Çakır (en)
- 14 janvier : Aage Ingerslev (en)
- 24 janvier : Ingeborg Kattinger (en)
- 29 janvier : Yousof Safvat (en)
- 4 février : Jaroslav Šajtar
- 6 mars : Luděk Pachman, à 78 ans
- 9 avril : Sigurgeir Gíslason (en)
- 10 avril : Jalo Aatos Fred (en)
- 10 mai : Milan Vukčević
- 16 mai : Bogdan Śliwa
- 24 juin : Russ Chauvenet (en)
- 11 juillet : Ken Whyld (en)
- 16 juillet : Jüri Vetemaa (en)
- 21 juillet : Alvise Zichichi (en)
- 20 octobre : František Pithart (en)
- 30 octobre : Aidyn Guseinov
- 31 octobre : Antonio Medina
- 2 novembre : Bengt-Eric Hörberg (en)
- 12 novembre : Jiří Fichtl, Artur Hennings (en)
- 18 novembre : Myrta Ludwig (en)
- 24 novembre : Alfred Tarnowski (en)
- 30 novembre : Valentin Arbakov (en)
- 20 décembre : Denis Barry (en)
- 28 décembre : Frank Parr (en)